# Mayo (Florida)
Mayo is een plaats (town) in de Amerikaanse staat Florida, en valt bestuurlijk gezien onder Lafayette County.

## Demografie
Bij de volkstelling in 2000 werd het aantal inwoners vastgesteld op 988.
In 2006 is het aantal inwoners door het United States Census Bureau geschat op 1046, een stijging van 58 (5,9%).

## Geografie
Volgens het United States Census Bureau beslaat de plaats een oppervlakte van
2,1 km², geheel bestaande uit land. Mayo ligt op ongeveer 20 m boven zeeniveau.

## Plaatsen in de nabije omgeving
De onderstaande figuur toont nabijgelegen plaatsen in een straal van 48 km rond Mayo.

## Galerij

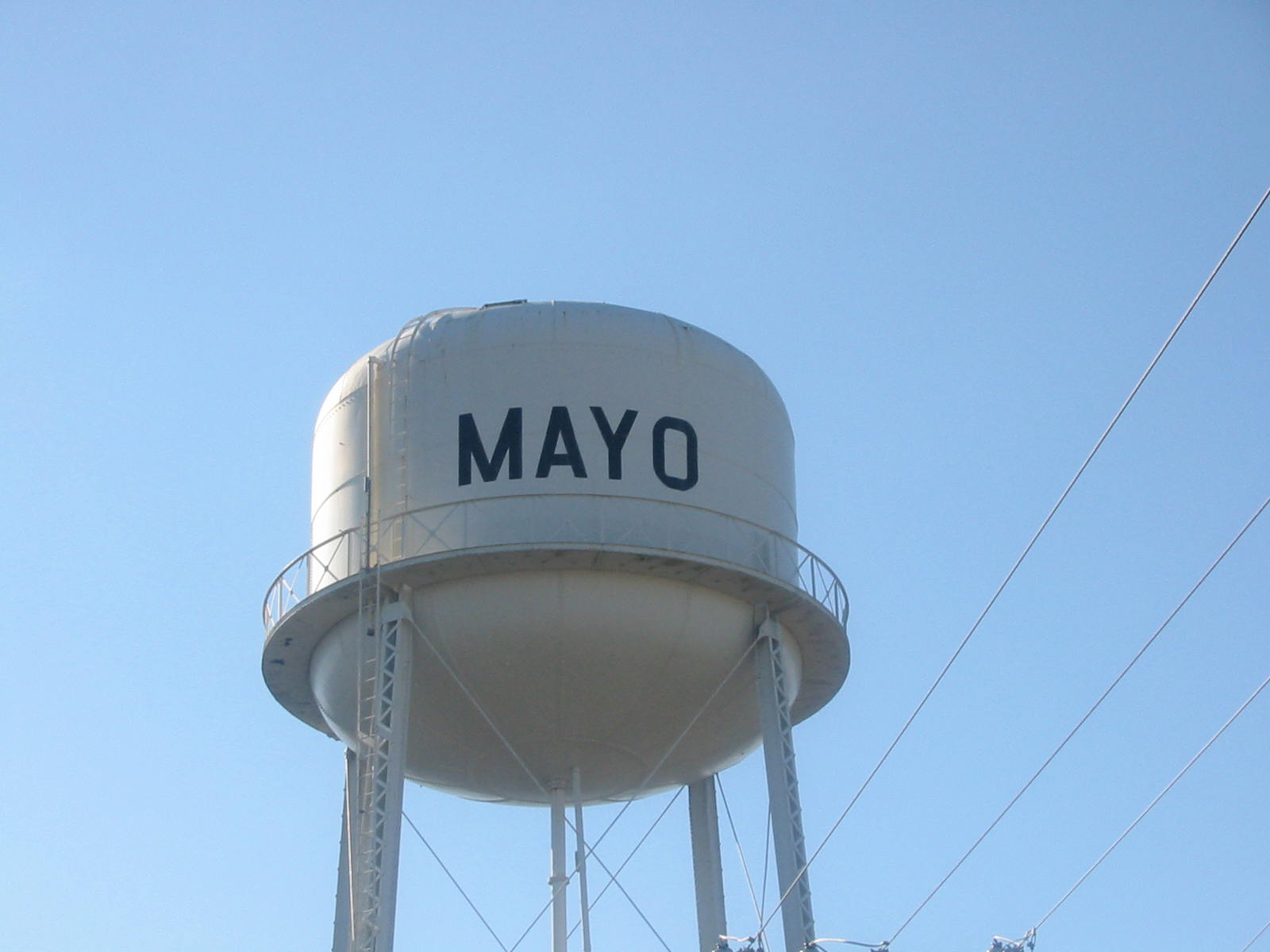
Watertoren Mayo